# Peter Tiefenbrunner

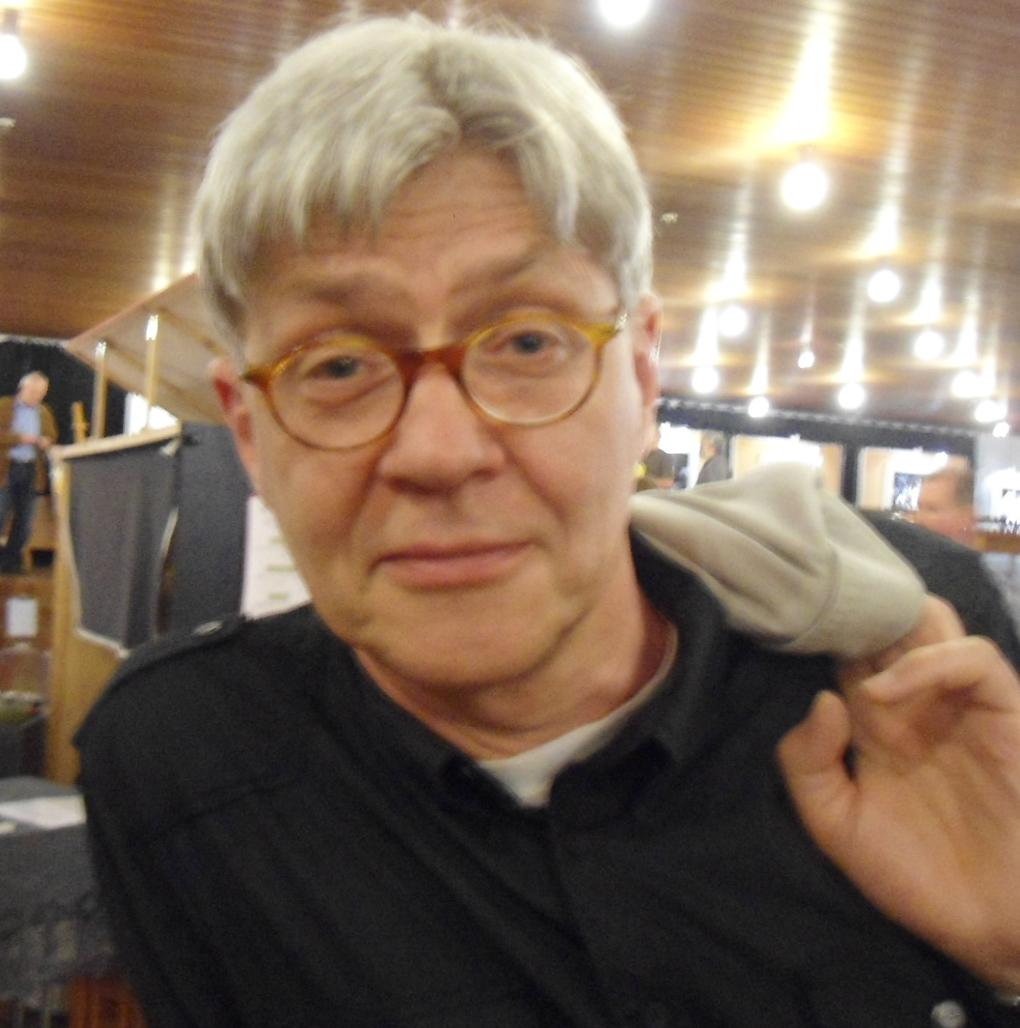
Peter Tiefenbrunner (2013)

Peter Tiefenbrunner (* 30. Oktober 1952 in Singen (Hohentwiel)) ist ein deutscher Autor, Schauspieler und Kabarettist. 
Bekannt wurde Tiefenbrunner vor allem durch das Kabarett-Duo „brunner & barscheck“ mit seiner Bühnenpartnerin Barbara Scheck. Dabei entstanden vier Bühnenprogramme mit den Titeln „upDate“, „reTurn“, „backUp“ und "reLoad" (2010). Seit 2005 schreibt und spricht Peter Tiefenbrunner als „brunner“ eine wöchentliche Glosse auf SR 2 Kulturradio mit dem Titel „Brunners Welt“.
Tiefenbrunner hat – mit verschiedenen Ko-Autoren – auch zahlreiche Kinderbücher veröffentlicht sowie Hörspiele und Funk-Erzählungen für Kinder geschrieben. Jahrelang hat er die Kabarett-Sendung „Auf in den Keller“ des Saarländischen Rundfunks moderiert.
1978 hat er zusammen mit Jochen Senf, Alice Hoffmann und Ingrid Braun das Kinder- und Jugendtheater „Überzwerg“ in Saarbrücken gegründet, wo er als Schauspieler, Autor und Regisseur bis 1986 tätig war.
1988 wirkte Peter Tiefenbrunner im Saarländischen Tatort „Salü Palu“ und 2010 im ebenfalls Saarländischen Tatort „Hilflos“ mit.
Peter Tiefenbrunner lebt in Saarbrücken.